# Kodema
Kodema (ukr. Кодема) – wieś na Ukrainie, w obwodzie donieckim, w rejonie bachmuckim. W 2001 liczyła 590 mieszkańców, spośród których 440 posługiwało się językiem ukraińskim, 148 rosyjskim, 1 mołdawskim i 1 niemieckim.